# Charles Alfred Weatherby
Charles Alfred Weatherby, född 1875 i Hartford, Connecticut, död den 21 juni 1949 i Cambridge, Massachusetts, var en amerikansk botaniker som specialiserade sig på vilda växter.
Auktorsnamnet Weath. kan användas för Charles Alfred Weatherby i samband med ett vetenskapligt namn inom botaniken; se Wikipediaartiklar som länkar till auktorsnamnet.